# Rosport
Rosport (luxemburguès Rouspert, alemany Rosport) és una comuna i vila a l'est de Luxemburg, que forma part del cantó d'Echternach. Comprèn les viles de Rosport, Dickweiler, Girst, Hinkel, Osweiler i Steinheim.
A la ciutat es troba l'estadi VictoriArena amb capacitat per a 2.500 espectadors i on juga l'equip de Football Club Victoria Rosport.

## Població
| Nacionalitat   | Població | %      |
| -------------- | -------- | ------ |
| luxemburguesos | 1.457    | 78,17% |
| Forasters      | 407      | 21,83% |
| - portuguesos  | 108      | 5,79%  |
| - francesos    | 41       | 2,20%  |
| - italians     | 4        | 0,21%  |
| - belgues      | 44       | 2,36%  |
| - alemanys     | 100      | 5,36%  |
| - iugoslaus    | 22       | 1,18%  |
| - altres       | 88       | 4,72%  |

## Evolució demogràfica
| Any        | Població |
| ---------- | -------- |
| 15/02/2001 | 1.864    |
| 01/01/2002 | 1.885    |
| 01/01/2003 | 1.817    |
| 01/01/2004 | 1.850    |
| 01/01/2005 | 1.876    |